# Masatoši Naitó
Masatoši Naitó (18. dubna 1938 Tokio – 9. července 2025) byl japonský fotograf.

## Životopis
Podle galerie Michaela Hoppena se Naitó narodil v roce 1938 v Tokiu. Vystudoval aplikované vědy na Univerzitě Waseda a vyučil se vědeckým pracovníkem. Velký zájem o japonské folklórní tradice ho vedl k tomu, aby se věnoval kariéře fotografie. Jeho práce o etnologických zvycích regionu Tóhoku se stala ústředním bodem jeho série ze 70. let: Ba Ba Bakuhatsu (Bum bum výbuch).
Na začátku své kariéry Naitó fotografoval mumie buddhistických kněží, kteří zemřeli půstem za záchranu hladovějících farmářů v Dewa Sanzan, a poté začal fotografovat lidová náboženství a etnologii Tóhoku. V tomto díle (1968–1970) Naitó ztvárnil itako, šamanky, které vzývají duchy mrtvých. Ženský šamanismus byl dříve v Japonsku rozšířený; dnes je omezen na tuto oblast, kde se stále praktikují ezoteričtější stránky východního náboženství. Tyto šamanky, které Naitó fotografoval, oslavují smrt. Oplakávájí mrtvé prováděním rituálů a tancem celou noc, aby přivolali duše zemřelých. Tyto ženy jsou bujaré a oslavují smrt, ne život. Naitó vzdal hold této dávné tradici svým jasným zábleskem, který graficky osvětluje postavy, jež zobrazuje. Jak poznamenal: „Ženská energie pochází ze země. Všechno objímají jako bohyně a název Ba Ba Bakuhatsu (Bum bum výbuch) mě napadl přirozeně.“
Tóno Monogatari se zaměřuje na podobné téma ve městě Tóno v prefektuře Iwate . Název připomíná populární knihu folkloristky Janagity Kunio z roku 1910. Naitóovy snímky, opět s použitím blesku a převážně v noci, propůjčují lidem i předmětům mystickou auru. Proplétá starověké příběhy do současných fotografických vyprávění.
Naitó obdržel v roce 1966 cenu pro nové umělce od Japonské asociace fotografických kritiků. V roce 1974 se zúčastnil výstavy „New Japanese Photography“ (Muzeum moderního umění v New Yorku) a v roce 1991 výstavy „Beyond Japan“ (Londýnské umělecké centrum Barbican). V roce 2009 poté měl samostatnou výstavu „Masatoshi Naito Photography and Folklore“ (Muzeum umění Kičidžodži). Naitó získal druhou cenu Kena Domona za svou knihu Dewa Sanzan and shugen, Kosei Publishing, 1982. Mezi další knihy fotografií patří Miira šinko no kenkjú (Výzkum kultu mumií), Daiwa Šobó, 1974 a Tóhoku no sei to sen (Tóhoku Sacred and Profane), Hosei University Press, 2007.
Masatoši Naitó zemřel 9. července 2025, bylo mu 87 let.